# Francisco Luis
Francisco Luis (Lisboa, siglo XVII – Lisboa, 27 de septiembre de 1693) fue un sacerdote, compositor y maestro de capilla portugués del Barroco.

## Vida
Es muy poco lo que se conoce de la vida de Francisco Luis. En su mayoría procede de la Bibliotheca Lusitana (1743) de Diogo Barbosa Machado:

Francisco Luís. Natural de Lisboa, presbitero de vida inculpável e de profunda ciência da arte da música, assim prática como especulativa. Foi mestre da Catedral da sua Pátria, onde morreu a 27 de setembro de 1693 e jaz sepultado na Paroquia de Nossa Senhora dos Mártires. Deixou várias obras da profissão harmônica que são muito estimadas, sendo as principais:
Texto da Paixão de Dominga de Ramos e Sexta-feira Maior a 4 vozes. MS.
Psalmos e vilancicos a diversas vozes. MS.
Francisco Luís. Natural de Lisboa, presbítero de vida intachable y de profunda ciencia del arte de la música, tanto práctica como especulativa. Fue maestro de la Catedral de su Patria, donde murió a 27 de septiembre de 1693 y yace sepultado en la Parroquia de Nuestra Señora de los Mártires. Dejó varias obras de profesión armónica que son muy estimadas, siendo las principales:
Texto de la Pasión de Domingo de Ramos y Viernes Santo a 4 voces. MS.

Salmos y villancicos a varias voces. MS.
Bibliotheca Lusitana (vol. 2, 1743)

Jose Mazza, en su Diccionário biographico de Musicos portugueses e noticia das suas composições (1944) usó prácticamente la misma información. Del texto se deduce que Francisco Luis nació en Lisboa en el siglo XVII, en fecha desconocida. Se ordenó sacerdote y fue nombrado maestro de capilla de la Catedral de Lisboa todo en fecha desconocida.
Falleció en Lisboa el 27 de septiembre de 1693, siendo enterrado en la parroquia de Nuestra Señora de los Mártires.

## Obra
Su obra fue muy popular y se difundió por todo Portugal. Murió en Lisboa en 1693.
Compuso salmos, vilancicos y pasiones para el Domingo de Ramos y el Viernes Santo. Los salmos y poemas líricos de Francisco Luis se han perdido; sin embargo, sus «Pasiones» alcanzaron tal popularidad que las copias manuscritas de estas obras son prácticamente omnipresentes en todo Portugal y también están presentes en Brasil. Uno de ellos, conservado en los archivos de la Catedral de Lisboa, tiene el título en latín: Passio Domini Nostri Jesu Christi in numeros digesta, alternis que vocibus quatuor decananda seu potius defenda.